# In the Days of Trajan
In the Days of Trajan è un cortometraggio muto del 1913 diretto da Lorimer Johnston. Il film aveva tra gli interpreti J. Warren Kerrigan e Vivian Rich.

## Produzione
Il film fu prodotto dalla Flying A (American Film Manufacturing Company).

## Distribuzione
Distribuito dalla Mutual Film, il film - un cortometraggio in due bobine - uscì nelle sale cinematografiche USA il 27 ottobre 1913.